# Brud og kontinuitet
Brud og kontinutet er et almindeligt brugt begrebspar i historiefaget, som bruges til at diskutere i hvilket omfang, en historisk udvikling eller begivenhed repræsenterer en forandring (brud) eller om, at tingene forbliver uændrede i større eller mindre grad (kontinuitet). I historiefaget og samfundsvidenskaben er spørgsmålet om brud og kontinuitet at betragte som et klassisk spørgsmål i udforskningen af fortidige forandringer. Fx kan det diskuteres i hvilken grad, at begivenhederne i 1848-1849 omkring enevældens afskaffelse og den første grundlovs udarbejdelse er udtryk for et radikalt brud i Danmarkshistorien eller om der i højere grad er tale om kontinuitet. Begrebsparret er vigtigt i forhold til at skabe og vurdere periodiseringer, da der skal være tale om en form for afgørende brud - ud fra et bestemt kriterium - i historiens gang, før man kan sige, at der på et givent tidspunkt starter en ny periode; fx den danske middelalder (1050-1536) eller den kolde krig (1947-1991). Derfor er parret også vigtigt i forhold til forståelse af historisk kronologi og begrebet optræder både i bekendtgørelsen for historiefaget på det almene gymnasium og i lærervejledning for historiefaget på HF.